# Curib
Curib (ros. Цуриб) – wieś w Rosji, w Dagestanie, ośrodek administracyjny rejonu czarodyńskiego. W 2010 liczyła 2234 mieszkańców, głównie Awarów.

## Urodzeni
- Abdułraszyd Sadułajew - zapaśnik.